# Connector (aplicació informàtica)
Un connector és un programa informàtic, d'execució senzilla i opcional, que afegeix funcions al sistema o vincula dos programes o dues aplicacions independents perquè es complementin. Es fa servir també l'argot anglès plugin. Pot ser produït per la mateixa companyia del programa o per un tercer.
És una programma que interacciona amb una altra programma per aportar-li una funció o utilitat addicional, generalment molt específica, com per exemple servir com a controlador en una aplicació, per a fer així funcionar un dispositiu en un altre programa. Aquesta aplicació addicional és executada per part de l'aplicació principal. Els connectors típics tenen la funció de reproduir determinats formats de gràfics, dades multimèdia, codificar/descodificar correus electrònics, filtrar imatges de programes gràfics, etc.
Es distingeix de l'addin o complement, que és un afegit integrat en el programa per els complements normalment s'integren al programa principal pel proveïdor i l'usuari normalment no els instal·la o gestiona.